# Machilus sumatrana
Machilus sumatrana är en lagerväxtart som först beskrevs av André Joseph Guillaume Henri Kostermans, och fick sitt nu gällande namn av F.N.Wei & S.C.Tang. Machilus sumatrana ingår i släktet Machilus och familjen lagerväxter. Inga underarter finns listade i Catalogue of Life.